# الحبحبى (الطيال)

تعديل مصدري - تعديل

الحبحبى هي إحدى قرى عزلة السهمان بمديرية الطيال التابعة لمحافظة صنعاء، بلغ تعداد سكانها 71 نسمة حسب تعداد اليمن لعام 2004.